# Rivière Gatineau
Pour les articles homonymes, voir Gatineau (homonymie).
La rivière Gatineau est une rivière québécoise, affluent de la rivière des Outaouais au Canada. Connue en abénaqui sous le nom de Madôbadzoak, la rivière ridée, la rivière Gatineau prend sa source dans le lac du Pain de Sucre, qui récolte lui-même les eaux des rivières Clova, Tamarac, Douville et McLaren.

## Géographie
Longue d'environ 440 km, elle coule généralement vers le sud, traverse le réservoir Baskatong et termine sa course dans la rivière des Outaouais, dont elle est le plus gros affluent.
Le bassin versant couvre les régions de l'Outaouais et Laurentides.

## Histoire

### Avant les européens
Autrefois dénommé « kasnapusis » (Grande rivière en langue française) le cours d’eau sert de voie de voyage pour plusieurs groupes familiaux des Anishinaapabeg (une nation Alkonquinne). Les groupes familiaux de chasseurs cueilleurs sont souvent autonomes les uns des autres, sauf lors des grands rassemblements d’été à l’embouchure de la rivière avec l'Outaouais. Se déroulent alors les échanges matériels et les demandes en mariages. Les hivers  sont passés dans les campements à l’intérieur du territoire, dans les forêts de l’ouest et du nord de la Grande rivière. Ce peuple autochtone développe une tradition orale afin de préserver son dialecte de langue algonquine et ses traditions culturelles,.

### Découverte par les Français
Le 4 juin 1613, Samuel de Champlain y passe, en route vers l'Isle-aux-Allumettes et note : « Nous passâmes proche d’une rivière qui vient du nord, où se tiennent des peuples appelés Algoumequins, laquelle va tomber dans le grand fleuve Saint-Laurent, trois lieues aval le Saut Saint-Louis, qui fait une grande ile contenant près de quarante lieues, laquelle n’est pas large mais remplie d’un nombre infini de sauts qui sont fort difficiles à passer. Quelquefois, ces peuples passent par cette rivière pour éviter les rencontres de leurs ennemis, sachant qu’ils ne les recherchent en lieux de si difficiles accès ».
Il reconnaît cette « rivière qui vient du nord » mais ne lui donne pas de nom.

## Toponymie

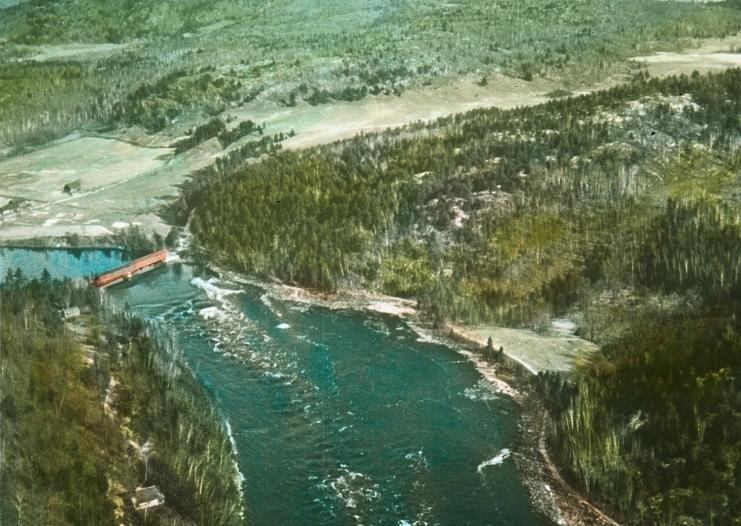
La rivière Gatineau près de Farrellton, vers 1930.

Elle serait nommée en l'honneur de l'explorateur Nicolas Gatineau.
Selon le Bulletin des recherches historiques (1895), l'arpenteur Noël Beaupré rédige le procès-verbal de la rivière le 3 février 1721, mais sans la nommer. Nous ne savons donc pas si le toponyme a réellement été utilisé au XVIIIe siècle.
En 1783, dans un rapport adressé au gouverneur Haldimand, le lieutenant David Jones désigne la rivière sous la forme River Lettinoe. D'après Lucien Brault (Histoire de la Pointe-Gatineau, 1948), il s'agirait là de la première mention écrite du nom de la Gatineau. Sur les cartes de sa relation écrite vers 1830, mais évoquant des événements vécus au début du XIXe siècle, le voyageur et marchand de fourrures Jean-Baptiste Perrault appelle la rivière nàgàtinong ou àgatinung.
Sur un plan du canal Rideau, dressé par le lieutenant-colonel John By en 1831, la rivière est appelée Gatteno. Enfin, R. Gatineau paraît sur la carte de William Henderson en 1831, de même que sur celle de Thomas Devine, en 1861.
Cette désignation rappellerait le souvenir d'un commerçant de fourrures du XVIIe siècle, Nicolas Gatineau ou Gastineau dit Duplessis. Habitant de Trois-Rivières, il aurait fait la traite sur une rivière située entre l'Outaouais et le Saint-Maurice, qu'on avait pris l'habitude d'appeler « la rivière à Gatineau ». Selon Raymond Douville cependant, Louis (1674-1750) et Jean-Baptiste (1671-1750), fils de Nicolas, ont établi à la fin du XVIIe siècle un poste de traite, ou du moins un relais sur une pointe située à l'embouchure de la rivière, site de la future Pointe-Gatineau. Il est probable par conséquent que le toponyme, étendu plus tard à la rivière, s'explique davantage par les fils Gatineau que par le père.

## Galerie de photos

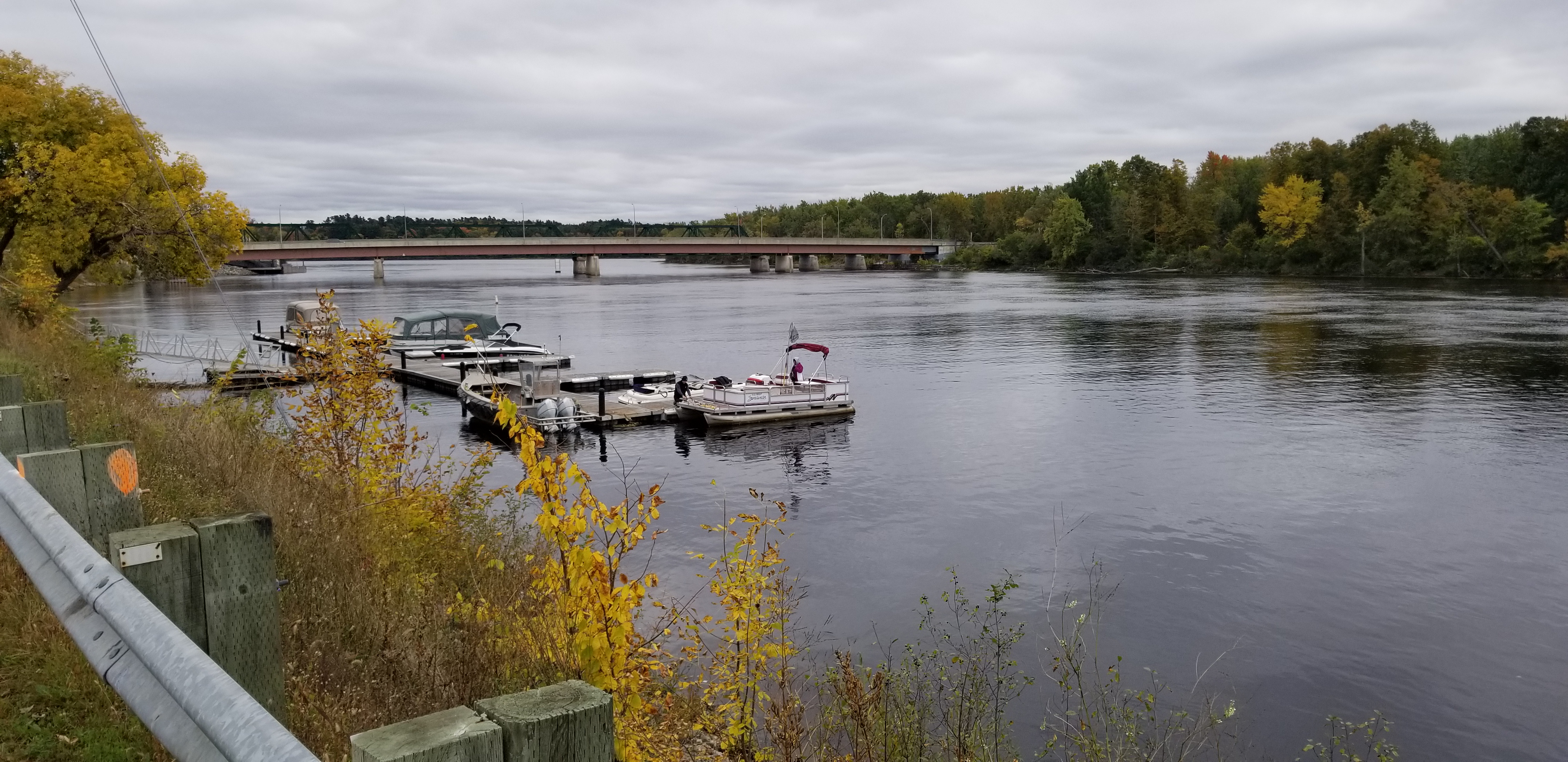
Vue du pont Lady-Aberdeen sur la rivière Gatineau, à partir de la rive gauche (rue Jacques-Cartier) à Gatineau le 7 oct. 2018.
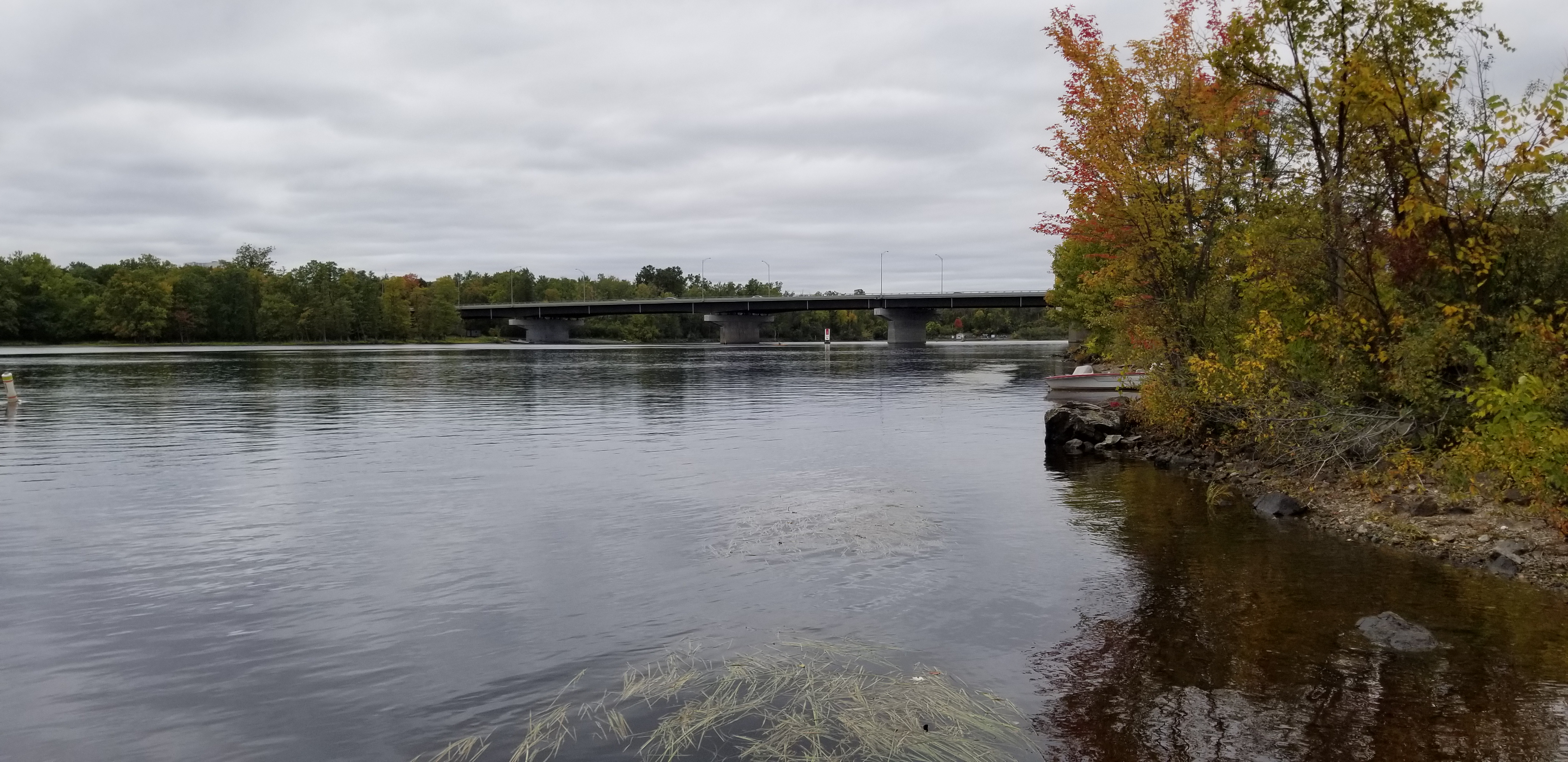
Pont des Draveurs (autoroute 50-route 148) enjambant la rivière Gatineau (vue vers l'amont le 7 octobre 2018 de la rue Jacques-Cartier).

#### Localité sur le cours d'eau
- Gracefield
- Maniwaki
- Wakefield

#### Principaux tributaires
- Lac du Pain de Sucre
- Réservoir Baskatong
- Rivière d'Argent
- Rivière Bazin
- Rivière du Canot
- Rivière Chabot
- Rivière du Coucou
- Rivière Désert
- Rivière Gens de Terre
- Rivière Joseph
- Rivière Kazabazua
- Rivière Lesueur
- Ruisseau Misère
- Rivière Notawassi
- Rivière Petawaga
- Rivière du Plomb

#### Listes
- Liste des cours d'eau du bassin des Outaouais